# Xã Payne-Swain, Quận Clay, Arkansas
Xã Payne-Swain (tiếng Anh: Payne-Swain Township) là một xã thuộc quận Clay, tiểu bang Arkansas, Hoa Kỳ. Năm 2010, dân số của xã này là 339 người.